# آدم فووت
آدم فووت هو لاعب هوكي الجليد كندي، ولد في 10 يوليو 1971 في تورونتو في كندا.

## وصلات خارجية
- آدم فووت على موقع دوري الهوكي الوطني (الإنجليزية)
- آدم فووت على موقع EliteProspects.com (الإنجليزية)
- آدم فووت على موقع HockeyDB.com (الإنجليزية)
- آدم فووت على موقع Hockey-Reference.com (الإنجليزية)
- آدم فووت على موقع اللجنة الأولمبية الدولية (الإنجليزية)
- آدم فووت على موقع أوليمبيديا (الإنجليزية)
- آدم فووت على موقع اللجنة الأولمبية الكندية (الإنجليزية)